# پتاسیم بیس (تری‌متیل‌سیلیل) آمید
پتاسیم بیس (تری‌متیل‌سیلیل) آمید (به انگلیسی: Potassium bis(trimethylsilyl)amide) با فرمول شیمیایی KSi
۲C
۶NH
۱۸ یک ترکیب شیمیایی با شناسه پاب‌کم ۳۲۵۱۴۲۱ است؛ که جرم مولی آن 199.4831 g mol-۱ می‌باشد. شکل ظاهری این ترکیب، بلورهای کدر سفید است.